# Machagowdanahalli, Mandya
Machagowdanahalli là một làng thuộc tehsil Mandya, huyện Mandya, bang Karnataka, Ấn Độ.